# 北下浦

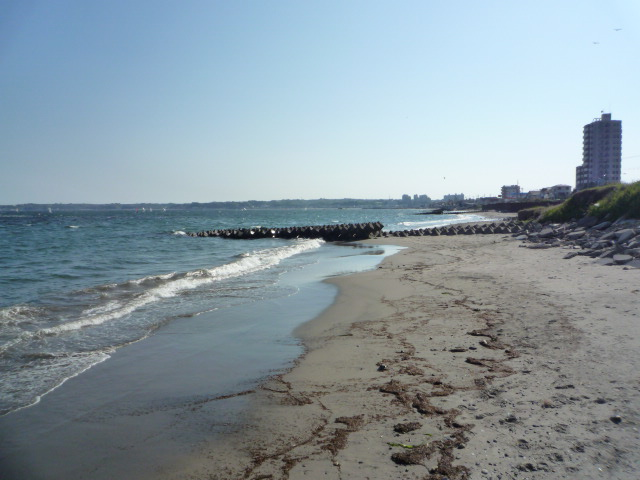
北下浦海岸

北下浦（きたしたうら）とは、神奈川県横須賀市南東部の地名。南側を三浦市南下浦に接し、北側は久里浜地区、東側は浦賀水道に面する地域。旧北下浦村（横須賀市北下浦行政センターの担当区域とほぼ重なる）を指す。地域の人口は33,885人、面積は10.299km2。

## 概要
所属する地区は粟田、グリーンハイツ、津久井、長沢、野比、光の丘の6地区。京急久里浜線沿いに住宅地が広がるが、山林や田畑も多い。丘陵部のほとんどは豊かな自然の宝庫だが、一部は開発されて電波情報通信研究開発拠点の横須賀リサーチパークが置かれている。沿岸は砂浜であるが、近年砂の流失が著しい。

## 面積・人口
下表は2014年10月1日時点での情報である。
|                | 面積  | 人口   | 人口密度 | 郵便番号 |
| -------------- | ----- | ------ | -------- | -------- |
| 野比           | 2.690 | 12,984 | 4,827    | 239-0841 |
| 粟田           | 0.450 | 3,766  | 8,369    | 239-0845 |
| 光の丘         | 0.748 | 88     | 118      | 239-0847 |
| 長沢           | 3.060 | 9,690  | 3,167    | 239-0842 |
| グリーンハイツ | 0.195 | 2,497  | 12,805   | 239-0846 |
| 津久井         | 3.147 | 6,693  | 2,127    | 239-0843 |
| 計             | 10.29 | 35,718 |          |          |

注釈
1. ↑  単位はkm2 住民基本台帳登載人口 (b) 町丁目別人口 - 横須賀市
2. ↑  単位は人
3. ↑  単位は人/km2

## 施設、名所

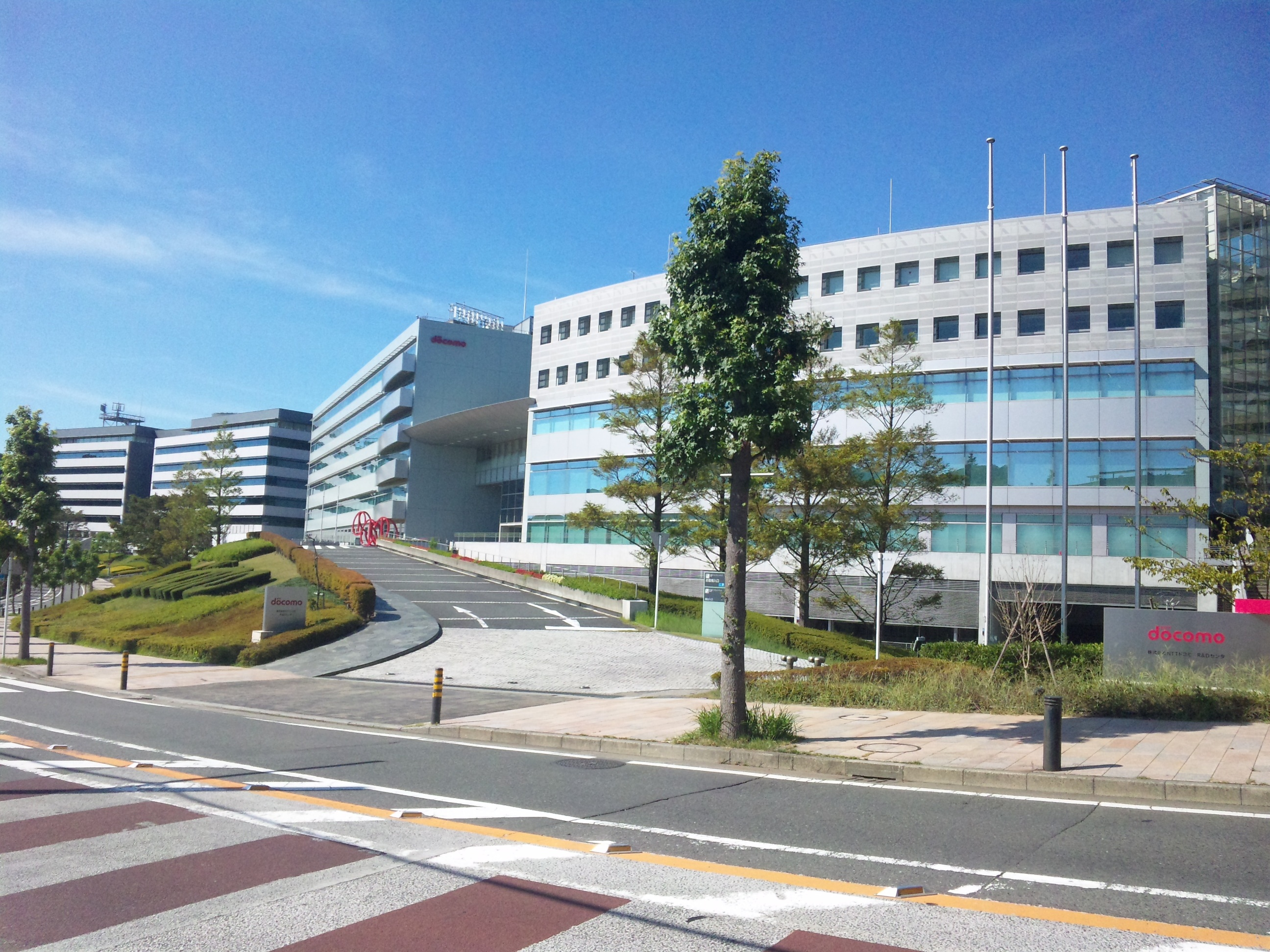
YRP野比 NTTドコモ R&Dセンター

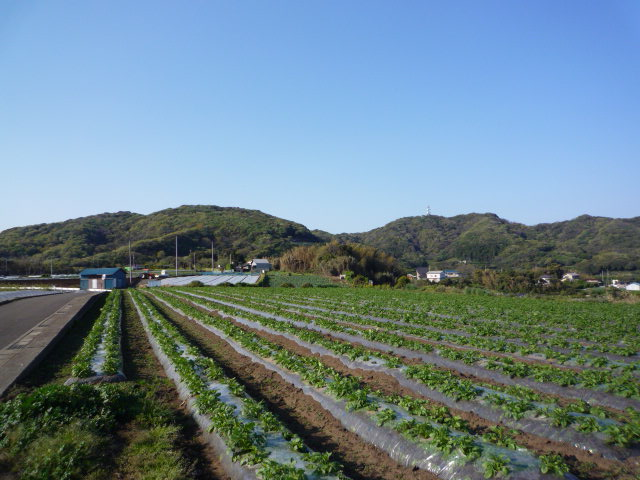
武山と津久井浜の田園風景

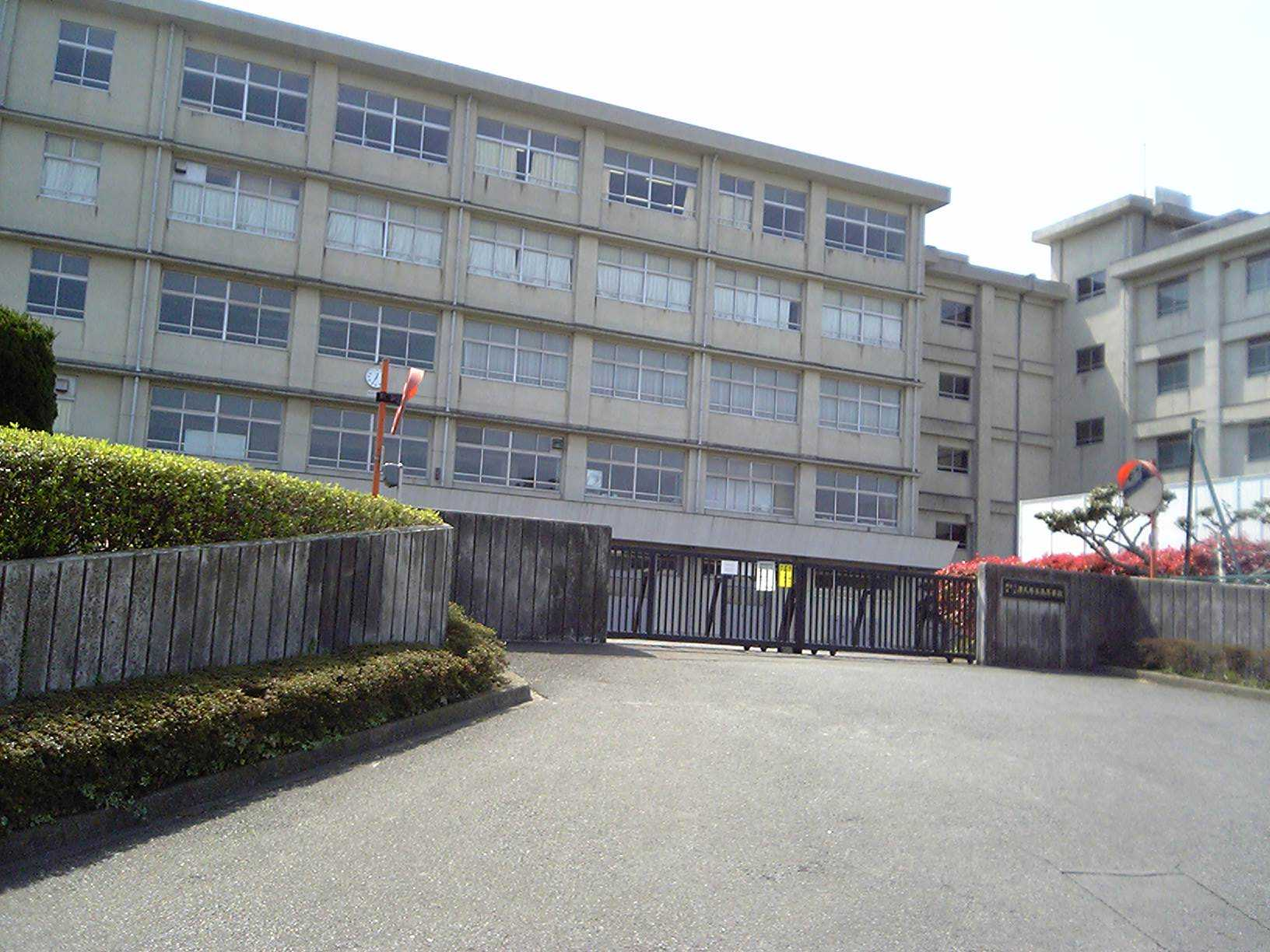
津久井浜高等学校

### 名所・商業・研究機関拠点
- 横須賀リサーチパーク (YRP)
ニフコ本社
- 北下浦海岸（三浦海岸の一部）
- 武山
- 北下浦漁港
- YRP野比駅前商店街

### 交通
- 京急久里浜線 - YRP野比駅 - 京急長沢駅 - 津久井浜駅
- 国道134号

### 行政、教育機関
- 横須賀市役所北下浦行政センター
- 北下浦市民プラザ
- 港湾空港技術研究所野比実験場
- 国立病院機構久里浜医療センター（旧・国立療養所久里浜病院）
- 筑波大学附属久里浜特別支援学校
- 国立特別支援教育総合研究所
- 神奈川県立津久井浜高等学校
- 横須賀市立野比中学校
- 横須賀市立長沢中学校
- 横須賀市立北下浦中学校
- 横須賀市立野比小学校
- 横須賀市立野比東小学校
- 横須賀市立粟田小学校
- 横須賀市立北下浦小学校
- 横須賀市立津久井小学校

## ゆかりの人物
- 若山牧水
- 天達武史